# Ormenophlebia rollinati
Ormenophlebia rollinati är en trollsländeart som först beskrevs av Martin 1897.  Ormenophlebia rollinati ingår i släktet Ormenophlebia och familjen jungfrusländor. Inga underarter finns listade i Catalogue of Life.